# Pombolo Sadi Wa
Pombolo Sadi Wa  est un footballeur congolais né le 28 aout 1966, évoluant au poste d'attaquant.

## Biographie
En 1983, Pombolo Sadi Wa rejoint la Belgique et le club du RFC Sérésien en D1 belge. 
Il y reste deux saisons avant d'être recruté par l'Olympique lyonnais alors en Division 2. Sa première saison est pleine avec 10 buts marqués en 33 matchs de championnat ainsi qu'un en deux tours de coupe de France. Lors de l'exercice suivant il ne jouera que 2 matchs. Jamais entré dans le cœur des supporters lyonnais, cet attaquant adepte des frappes lourdes plutôt que des ballons placés quitte l'OL avec un bilan honorable mais bien loin des attentes placées en lui.
Il rejoint alors l'ES Troyes AC en Division 4 là aussi pour deux saisons (1987-1989).
Il joue sa dernière année de footballeur (1989-1990) à l'Amicale de Lucé, toujours en D4.

## Statistiques
| Saison                | Club                  | Championnat           | Championnat | Championnat | Coupe(s) nationale(s) | Coupe(s) nationale(s) | Total | Total |
| Saison                | Club                  | Division              | M.          | B.          | M.                    | B.                    | M.    | B.    |
| 1983-1984             | RFC Sérésien          | D1                    | -           | -           | -                     | -                     | 0     | 0     |
| 1984-1985             | RFC Sérésien          | D1                    | -           | -           | -                     | -                     | 0     | 0     |
| 1985-1986             | Olympique lyonnais    | D2                    | 33          | 10          | 2                     | 1                     | 35    | 11    |
| 1986-1987             | Olympique lyonnais    | D2                    | 2           | 0           | -                     | -                     | 2     | 0     |
| 1987-1988             | ESTAC Troyes          | D4                    | -           | -           | -                     | -                     | 0     | 0     |
| 1988-1989             | ESTAC Troyes          | D4                    | -           | -           | -                     | -                     | 0     | 0     |
| 1989-1990             | Amicale de Lucé       | D4                    | -           | -           | -                     | -                     | 0     | 0     |
| Total sur la carrière | Total sur la carrière | Total sur la carrière | 35          | 10          | 2                     | 1                     | 37    | 11    |